# Filip Renč

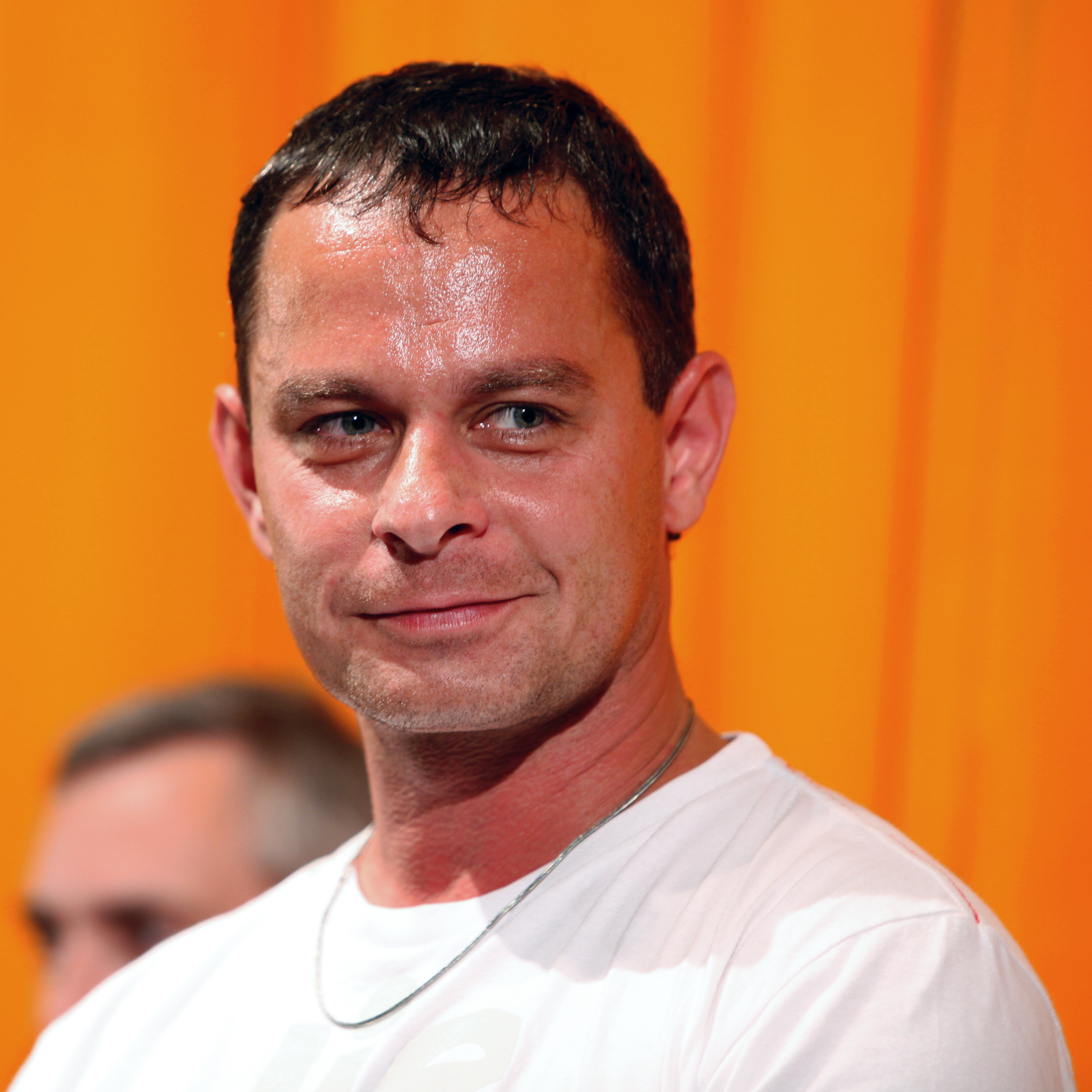
Filip Renč am Filmfestival in Karlsbad 2008

Filip Renč (* 17. August 1965 in Prag) ist ein tschechischer Schauspieler, Drehbuchautor und Regisseur.
Renč ist der Sohn des Regisseurs Ivan Renč und der Enkel des Dichters Václav Renč. Bereits im Alter von fünf Jahren trat er als Kinderschauspieler auf. Später hatte er Cameoauftritte in den drei Filmen Kolya, Leergut und Dark Blue World von Jan Svěrák sowie im Märchenfilm Wettstreit im Schloß.
Renč studierte an der FAMU in Prag und noch als Student drehte er im Filmstudio Zlín sein Debüt Requiem pro panenku. Er arbeitet oft mit Drehbuchautor Zdeněk Zelenka zusammen. Er führte Regie bei zahlreichen Werbespots und Videoclips und auch bei mehreren Musicals (Kleopatra 2002, Golem 2006 u. a.).
Von April bis Juni 2015 drehte Renč seinen Spielfilm Die Geliebte des Teufels, der das Leben der tschechischen Schauspieldiva Lída Baarová behandelt. Baarovás Geliebter Joseph Goebbels wird in dieser internationalen Produktion von Karl Markovics gespielt. Der Film befindet sich im Weltvertrieb der Global Screen und hat am 20. Januar 2016 seine Premiere in Prag.

## Filmographie
Schauspiel
- 1973: Das Gefolge der schwarzen Feder (Družina černého pera)
- 1977: Jakub
- 1978: Ich will nichts hören (Nechci nic slyšet)
- 1979: Julek
- 1983: Flußwanderung (Stav ztroskotání)
- 1986: Papilio

Regie
- 1991: Geraubtes Leben (Requiem pro panenku)
- 1993: Válka barev
- 1999: Polojasno (dokumentární rekonstrukce)
- 2001: Rebelové
- 2005: Román pro ženy
- 2008: Na vlastní nebezpečí
- 2008: Hlídač č. 47
- 2012: Vetřelci a lovci (Minifernsehserie)
- 2013: Sanitka 2 (Fernsehserie)
- 2013: Sebemilenec (Fernsehfilm)
- 2016: Die Geliebte des Teufels (Lída Baarová)